# Langenhausen (Gnarrenburg)
Langenhausen (niederdeutsch Langenhusen) ist ein Ortsteil der Gemeinde Gnarrenburg im niedersächsischen Landkreis Rotenburg (Wümme).

## Geographie

### Geographische Lage
Umschlossen wird Langenhausen von den Ortschaften Fahrendorf und Osterwede im Norden, Augustendorf im Osten, Barkhausen im Süden und Gnarrenburg im Westen. Von Nordosten nach Südwesten verläuft die Kreisstraße 102, die in Richtung Südosten als K 103 nach Augustendorf abzweigt.

### Gewässer
Durch das Ortsgebiet verläuft der Oste-Hamme-Kanal, der das Ortsbild stark prägt. So befindet sich auf der Westseite der 1784 gegründete Ortsteil Friedrichsdorf und auf der Ostseite der 1800 gegründete Ortsteil Langenhausen. Über den Kanal führen zahlreiche Holzbrücken, um auf das andere Ufer zu wechseln.

## Geschichte

### Ortsgründung
Langenhausen besteht aus den ehemals selbstständigen Moorkolonien Langenhausen und Friedrichsdorf, die vom Moorkolonisator Jürgen Christian Findorff gegründet wurden.

### Langenhausen
Langenhausen wurde um das Jahr 1790 geplant und 1800 unter der Leitung des Moorkommissars Dietrich Kohlmann nach Vollendung des Oste-Hamme-Kanals an dessen Ostseite fertiggestellt.

### Friedrichsdorf
Friedrichsdorf wurde 1784 an der Westseite des Kanals gegründet. Der Name stammt vom Herzog von York, Adolf Friedrich, dem zweitältesten Sohn von König Georg III., der im Jahr 1782 auf dem Weg von Lüneburg nach Worpswede die Region in den neuen Moorkolonien besuchte.

### Eingemeindungen
Langenhausen und Friedrichsdorf wurden am 29. Januar 1929 per Kreisbeschluss zusammengelegt. Am 8. April 1974 wurde Langenhausen im Zuge der Gebietsreform in die Gemeinde Gnarrenburg eingegliedert.

### Einwohnerentwicklung
| Jahr      | 1910 | 1925 | 1933 | 1939 | 2011 | 2012 | 2016 |
| --------- | ---- | ---- | ---- | ---- | ---- | ---- | ---- |
| Einwohner | 317  | 326  | 444  | 437  | 606  | 584  | 568  |

(Quellen: 1910, 1925–1939, 2011–2016 laut Versionsgeschichte des Ortes jeweils zum 31. Dezember)

## Politik

### Ortsrat
Der Ortsrat von Langenhausen setzt sich aus neun Mitglieder zusammen. Die Ratsmitglieder werden durch eine Kommunalwahl für jeweils fünf Jahre gewählt.
Bei der Kommunalwahl 2021 ergab sich folgende Sitzverteilung:
- Wählergemeinschaft Langenhausen (WG): 9 Sitze

### Ortsbürgermeister
Der Ortsbürgermeister ist Gerd Huntemann (CDU). Seine Stellvertreterin ist Sarah Böttjer.

### Wappen
Auf grünem Hintergrund zentral ein Bauernhaus und darunter gekreuzte Harke und Schaufel.